# Ikanago
Ikanago (イカナゴ?), menos frecuentemente kamasugo; es el nombre japonés de una especie de anguila pequeña (Ammodytes personatus) parecida al aguacioso. Según la región de Japón, el pez joven se llama koonago o shinko, y el adulto merōdo o furuse. En Kyūshū, este pez recibe el nombre kanagi.

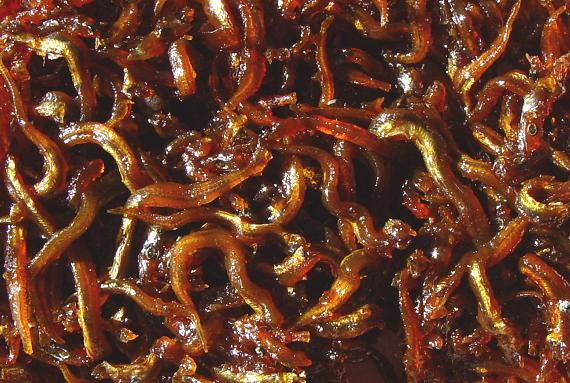
Ikanago.

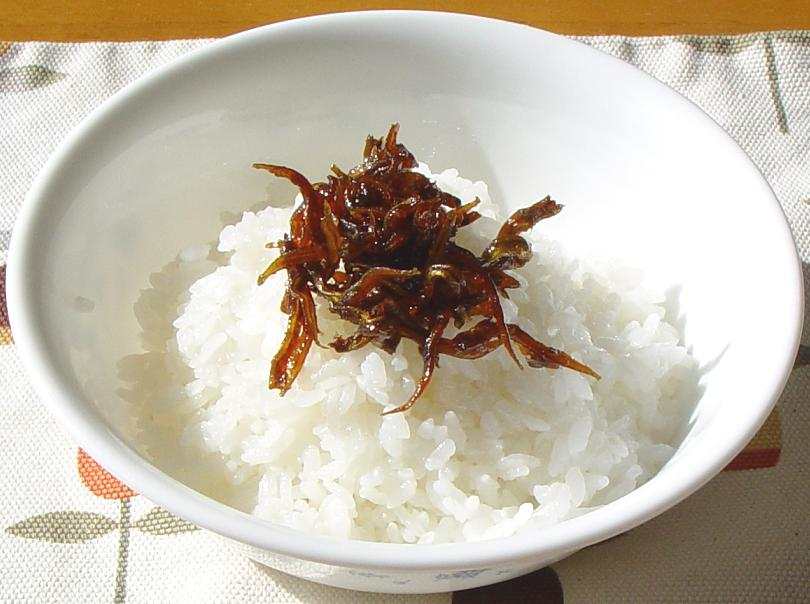
Ikanago con arroz.

Es un pez de aguas norteñas, que en los meses de verano se entierra en la arena. Su hábitat es principalmente el Mar Interior de Seto. Su población ha disminuido en las últimas décadas, ya que la arena habitada por el ikanago es adecuada para la producción de hormigón, para lo que ha sido extraída en gran cantidad.

## Especialidad de Kansai
En ciudades de la región de Banshū (播州地方), como Kōbe y Okayama, el ikanago se toma en primavera acompañado de arroz. Ejemplares de 2 a 3 cm de largo se cocinan en salsa de soja y azúcar con un poco de sake hasta que no queda líquido. El ikanago así preparado se toma con tsukemono y arroz, y sigue siendo popular en la región. Muchas amas de casa siguen preparándolo en casa en lugar de comprarlo en el supermercado, y es costumbre obsequiarlo.
- Datos: Q19689781